# SN 2003cf
SN 2003cf – supernowa odkryta 22 lutego 2003 roku w galaktyce A103743+0704. W momencie odkrycia miała maksymalną jasność 19,50m.